# Eunice mucronata
Eunice mucronata är en ringmaskart som beskrevs av Moore 1903. Eunice mucronata ingår i släktet Eunice och familjen Eunicidae. Inga underarter finns listade i Catalogue of Life.